# Arbre généalogique Petrović-Njegoš
La Maison Petrović-Njegoš (cyrillique : Петровић-Његош) est la famille royale du Monténégro.

## Origine
La famille est originaire de Zenica en Bosnie. Ils ont ensuite rejoint la région de Trebinje en Herzégovine puis la région du Drobnjaci et enfin la montagne du Njeguši, au Monténégro.

## Généalogie
- Bogut
  - Đurađ Bogutović
    - Vukašin (Vukca) Đurđević
      - Pribo (Pribil ou Pribislav)
      - Vlatko (Ratko)

    - Ostoje Đurđević
    - Pribila (Pribislav) Đurđević
      - Luka Pribislavov

    - Radina Đurđević
      - Jovko Radinojev Đurđević
      - Vukac Radinojev Đurđević
      - Pribo (Pribil ou Pribislav) Vukšić

    - Herak Đurđević
      - Herak Heraković
        - Stijepo Heraković
          - Luka Stijepović Heraković
            - Stjepan Kaluđer Heraković (prince Njeguški, aussi connu comme Njegoš)
              - Petar Kaluđerov Heraković
                - Stijepo Petra Kaluđerova Heraković
                  - Petar Kalđerov Heraković

          - Ivan Petrović
            - Ivan Petrović
            - Sava II Petrović-Njegoš (18.01.1702 - 09.03.1782), Vladika du Monténégro (1735 - 1781)

          - Šćepan Petrović Married Slava Martinović
            - Radul Petrović
              - Vasilije III Petrović-Njegoš, Vladika du Monténégro (1744-66), (09.01.1717 - 21.03.1766, Saint-Pétersbourg)
              - Đuro
                - Ivan
                - Niko
                - Rafailo
                  - Pero
                  - Lazo

                - Ivo
                  - Gajo
                    - Maka
                    - Stanko
                      - Rade
                      - Niko
                      - Đuro
                      - Savo
                      - Petar
                      - Stane
                      - Joke
                      - Milica
                      - Kice

                    - Đuro
                      - Prince Milo de Monténégro
                        - Milena

                      - Marija
                      - Savo
                      - Pero

                    - Labud Petrivić
                      - Marija
                      - Milica
                      - Manica
                      - fils ?
                      - Gavrilo
                      - Jovan
                      - Mihailo

                - Rafailo

            - Petar I Petrović-Njegoš, Saint-Pierre de Cetinje, prince de Monténégro 
              - Damjan
                - Ivo

            - Damjan Petrović
              - Ivo
                - fille?
                - fille?
                - fille?

              - Marko, Sardar of Njegoš
                - fille?
                - Danica
                - Tomo Markov Petrović
                  - Pero Tomov Petrović (Njeguši ca. 1811 - 1854), président du Sénat 1.11.1851 - 13.01.1852 régent,
                    - Masica
                    - Jovana
                    - Marka
                    - Kusa
                    - Krese
                    - Rade

                  - Marija
                    - Stevo

                  - Cane
                  - Piljo
                  - Joko
                  - Petar II Petrović-Njegoš "Radivoj", Vladika du Monténégro

                - Stijepo
                  - Mitar
                  - Joko
                    - Mitar
                    - Joke
                    - Stane
                    - Pero
                      - Sako
                        - Jovan
                        - Ljubo
                        - Ljubica
                        - Milica
                        - Stane
                        - Olga

                      - Filip
                        - Ljubica
                        - Jovan
                        - Marija

                      - Murat
                      - Joke

                    - Drago
                      - Cane
                      - Iko
                      - Blažo
                        - Drago
                        - Zorka
                        - Milica

                      - Marko
                        - Jelena
                        - fils ?
                        - Draginja
                        - fille ?
                        - Drago

                      - Đuro
                        - Joke
                        - Milica
                        - Marko
                        - Milica
                        - Andrija
                        - Joko
                        - Anđe
                        - Marija
                        - Stevo
                        - Ljubica
                        - Velijko

                      - Petro
                      - Božo (Njeguši, 25.12.1845 - 1929), voïvode, 20.03.1879 - 19.12.1905, président du conseil d'État
                        - Vlado Petrović-Njegoš
                          - fille ?
                          - fille ?

                    - Krsto
                      - Veljiko
                      - Vukica

                    - Anđa

                  - Stanko Petrović-Njegoš
                    - Stepan
                    - Rake/Roke
                    - Joko
                    - Božo
                    - Jane
                    - Krsto
                    - Make
                    - Danilo Petrović-Njegoš (Njeguši, 02.06.1826 - Kotor, 13.08.1860), Vladika du Monténégro (1851 - 1852), Prince de Monténégro (1852 - 1860)
                      - Olga

                    - Mirko Petrović, Grand Voïvode de Monténégro
                      - Marija
                      - Nicolas Ier de Monténégro (Njeguši 25.09.1841 - Les Liserons, Cap d'Antibes, France, 01.03.1921, à 8h), prince de Monténégro (13.08.1860 - 15.08.1910), Roi du Monténégro (15.08.1910 - 13.11.1918)
                        - -Ljubica "Zorka", (23.12.1864, Cetinje - 28.03.1890, Cetinje) mariée à Cetinje le 11.8.1883 au roi Petar I Karađorđević
                          - Jelena Petrovna of Serbia, princesse des Serbes, Croates et des Slovènes et de Russie
                            - Vsevolod Ivanovitch, Prince de Russie
                            - Ekatarina Ivanovna, Princesse de Russie
                              - Nicoletta Farace
                                - Eduardo Alberto Grundland (Montevideo, 15.01.1967 - aujourd'hui)
                                - Alexandra Gabriella Grundland (Montevideo, 17.09.1971 - aujourd'hui)

                              - Fiametta Farace
                                - Victor John Arcelus (New York, 24.11.1973 - aujourd'hui)
                                - Sebastian Arcelus (New York, 05.11.1976 - aujourd'hui)
                                - Alessandro Zanelli (Manhasset, New York, 31.07.1984 - aujourd'hui)

                              - Giovanni Marquess Farace di Villaforesta (Rome, 20.10.1943 - aujourd'hui)
                                - Alessandro Farace (Paris, 29.08.1971 - aujourd'hui)
                                - Yann Farace (Versailles, Yvelines, 04.10.1974 - aujourd'hui)

                          - Milena Karađorđević, princesse des Serbes, Croates et des Slovènes
                          - Georges Karađorđević, couronné prince de Yougoslavie
                          - Andrija Karađorđević, princesse de Serbie
                          - Alexandre Ier Karađorđević, roi des Serbes, Croates et des Slovènes et de Yougoslavie
                            - Andrej Karađorđević, prince des Serbes, Croates et des Slovènes et de Yougoslavie
                              - Hristifor Karađorđević
                              - Marija Tatjana Karađorđević
                                - Sonja Thune-Larsen
                                - Olga Thune-Larsen

                              - Lavintija Karađorđević
                              - Vladimir Karađorđević
                              - Dimitrije Karađorđević

                            - Petar II Karađorđević, couronné prince des Serbes, Croates et des Slovènes et de Yougoslavie, roi de Yougoslavie
                              - Aleksandar Karađorđević (Prince of Yugoslavia), couronné prince de Yougoslavie
                                - Pierre Karageorgevitch (1980), prince héréditaire de Yougoslavie
                                - Filip Karađorđević (en), prince de Yougoslavie (frère jumeau du suivant)
                                - Aleksandar Karađorđević (en), prince de Yougoslavie (frère jumeau du précédent)

                            - Tomislav Karađorđević, prince des Serbes, Croates et des Slovènes et de Yougoslavie
                              - Nikola Karađorđević
                                - Marija Karađorđević

                              - Katarina Karađorđević
                                - Victoria de Silva

                              - Đorđe Karađorđević
                              - Mihajlo Karađorđević

                        - -Milica, (26.07.1866, Cetinje - 05.09.1951, Alexandrie, en Égypte) Mariée à Peterhof le 7 août 1889 au grand-duc Pierre Nikolaïevitch de Russie
                          - Marina Petrovna Romanova (1892-1981)
                          - Roman Petrovich Romanov (1896-1978)
                            - Nicolas Romanovitch Romanov (1922 - Présent)
                              - Natalie Nikolaevna Romanova (1952 - aujourd'hui)
                                - Enzo-Manfredi Consolo (1976 - 1998)
                                - Nicoletta Consolo (it) (1980 - aujourd'hui)

                              - Elisabeth Nicolaïevna Romanova (1956 - aujourd'hui)
                                - Niccolo Bonacini (1986 - aujourd'hui)
                                - Sofia Bonacini (1987 - aujourd'hui)

                              - Tatiana Nikolaevna Romananova (1961 - aujourd'hui)
                                - Allegra Tirotti (1992 - aujourd'hui)

                          - Nadejda Petrovna Romanova (1898 - 1988)
                          - Sofia Petrovna Romanova (1898 - 1898)

                        - -Anastasia "Stana", (04.01.1868, Cetinje - 15.11.1935/51, Cap d'Antibes) mariée à Peterhof le 28.08.1889 avec le duc George von Leuchtenberg, prince Romanovsky, divorcée en 15.11.1906. Remariée à Yalta on 12.05.1907 avec le grand-duc Nicolas Nikolaïevitch de Russie
                          - Sergei (Peterhof, 16.07.1890 - Rome, 07.01.1974, prince Romanovsky et Prince de Leuchtenberg (depuis 1942: Duc de Leuchtenberg, Prince de Eichstadt, Prince Romanovsky
                          - Elena, Princesse Romanovsky et Princesse de Leuchtenberg

                        - -Marija (Marica), (29.03.1869, Cetinje - 07.05.1885, Saint-Pétersbourg)
                        - -Danilo II Aleksander Petrović-Njegoš, (29.06.1871, Cetinje - 24.09.1939, Vienne) marié à Cetinje le 27.7.1899 à la duchesse Jutta de Mecklembourg-Strelitz
                        - -Reine Hélène de Monténégro, (08.01.1873, Cetinje - 28.11.1952, Montpellier) Mariée à Rome le 24.10.1896 à Victor-Emmanuel III d'Italie
                          - Humbert II, roi d'Italie
                            - Maria Pia
                              - Dimitri Karađorđević, prince de Yougoslavie
                              - Michel Nicolas Paul Georges Marie, prince de Yougoslavie
                              - Serge Vladimir Emmanuel Marie Karađorđević, prince de Yougoslavie
                              - Hélène Olga Lydia Tamara Marie Karađorđević, princesse de Yougoslavie
                                - Milena Gaubert(1988 - aujourd'hui)
                                - Anastasia Gaubert (1991 - aujourd'hui)
                                - Leopold Gaubert (1997 - aujourd'hui)

                            - Victor-Emmanuel, prince de Naples, duc de Savoie
                              - Emmanuel-Philibert, prince de Venise et Piémont
                                - Vittoria, Princesse de Savoie
                                - Luisa, Princesse de Savoie

                            - Marie-Gabrielle
                              - Marie Elizabeth Zellinger de Balkany (1972 - Présent, mariée à Oliver Janssens à 2003)
                                - Gabriella Luisa Janssens (2004 - Présent)
                                - Tommaso Janssens (2006 - Présent)

                            - Marie-Béatrice, Princesse de Savoie
                              - Rafael Reyna y de Saboya (1970 - 1994), suicide
                              - Patrizio Reyna y de Saboya (1971 - 1971)
                              - Azaea Reyna y de Saboya (1973 - aujourd'hui)

                          - Mafalda, princesse de Savoie
                            - Maurice Frédéric Charles de Hesse-Darmstadt
                              - Elisabeth Margarethe, princesse de Hesse
                                - Friedrich Karl Philip, prince d'Oppersdorff
                                - Alexandre Wolfgang, prince d'Oppersdorf

                              - Heinrich Donatus, prince héréditaire de Hesse
                              - Elena Elisabeth Madeleine, princesse de Hesse
                                - Madeleine Caiazo

                              - Philipp Robin, prince de Hesse

                            - Henri Guillaume Constantin, prince de Hesse
                            - Othon Adolphe, prince de Hesse
                            - Élisabeth Marguerite Hélène Jeanne Marie Yolande Polyxène, princesse de Hesse
                              - inconnu, fille
                              - inconnu, fille
                              - inconnu, fils
                              - inconnu, fils

                          - Jeanne, reine de Bulgarie
                            - Marie-Louise, princesse de Bulgarie
                              - Karl Boris Frank Markwart, prince de Leiningen
                                - Nicholas, prince de Leiningen
                                - Charles Henri, prince de Leiningen
                                - Juliana, princesse de Leiningen

                              - Hermann Friedrich, prince de Leiningen
                                - Tatiana, princesse de Leiningen
                                - Nadia, princesse de Leiningen
                                - Alexandra, princesse de Leiningen

                              - Alexandra Nadejda Chrobok, princesse de Koháry
                                - Luis de Magalhães, prince de Koháry
                                - Giovanna de Magalhães, princesse de Koháry
                                - Clémentine de Magalhães, princesse de Koháry

                              - Pavel Chrobok, prince de Koháry

                            - Siméon II de Bulgarie, tsar et Premier ministre de Bulgarie
                              - Kardam de Bulgarie, prince de Bulgarie
                                - Boris de Bulgarie, prince de Bulgarie
                                - Beltran de Bulgarie, prince de Bulgarie

                              - Kyril de Bulgarie, prince de Bulgarie
                                - Princess Mafalda Cecilia de Bulgaria, princesse de Bulgarie
                                - Olympia, princesse de Bulgarie
                                - Tassilo de Bulgarie, prince de Bulgarie

                              - Kubrat de Bulgarie, prince de Bulgarie
                                - Mirko de Bulgaria, prince de Bulgarie
                                - Lukas de Bulgaria, prince de Bulgarie
                                - Tirso, prince de Bulgarie

                              - Konstantin-Assen de Vidin, prince de Bulgarie
                                - Humbert, Prince de Bulgarie
                                - Sofia, Princesse de Bulgarie

                              - Kalina de Bulgarie, Princesse de Bulgarie

                          - Yolanda Margherita de Savoie
                            - Maria Ludovica Calvi
                              - Umberto Gashe
                                - Maria-Cristina Gashe

                              - Hélène Gashe

                            - Giorgio Calvi
                            - Vittoria Frances Calvi
                              - Emanuella Guarienti
                                - Benedetta Sammartini
                                - Sebastiano Sammartini
                                - Carlo Sammartini

                              - Agostino Guarienti
                              - Guariente Guarienti

                            - Guja Anna Calvi
                              - Maria Faldivia Guarienti
                              - Delfinella Guarienti
                                - Laura Randaccio
                                - Guja Randaccio

                            - Pier Francesco Calvi
                              - Carlo Giorgio Calvi
                              - Anda Calvi

                          - Marie-Françoise, princesse de Savoie
                            - Prince Guy de Bourbon Parme (1940 - 1991)
                            - Prince Rémy de Bourbon Parme (1942 - )
                            - Princesse Chantal de Bourbon-Parme (1946 - )
                            - Prince Jean de Bourbon-Parme (1961 - )

                        - Anne, (Cetinje, 18.08.1874 - Montreux, 22.04.1971) Mariée à Cetinje le 18.05.1897 à François-Joseph de Battenberg
                        - Sofija, (Cetinje 02.05.1876 - Cetinje 14.06.1876)
                        - Mirko Dimitri Petrović-Njegoš (Cetinje, 17.04.1879 - Vienne, 02.03.1918), Grand Voïvode de Grahovo et Zeta, marié à Cetinje le 25.07.1902 à Natalija Konstantinović et divorce en octobre 1917.
                          - Stefan, (Cetinje, 27.08.1903 - Cannes, 15.03.1908)
                          - Stanislav, (Cetinje 30.01.1905, - Cattaro 04.01.1908)
                          - Mihailo Petrović-Njegoš (Podgorica 14.09.1908 - Paris 24.03.1986), Roi de Monténégro (prétendant), marié à Paris le 27.01.1941 à Geneviève Prigent. Divorcé à Paris en 11.08.1949)
                            - Nikola Petrović-Njegoš, (Saint-Nicolas-du-Pelem, 07.07.1944 - Présent) Marié à Trebeurden le 27.11.1976 à Francine Navarro
                              - Altinaï, (Les Lilas, 27.10.1977 - )
                              - Boris de Monténégro, (Les Lilas 21.01.1980 - )

                          - Paul, Prince of Raška, (Podgorica, 16.05.1910 - Paris 03.06.1933)
                          - Emanuel, (Cetinje 10.06.1912 - Biarritz 26.03.1928)

                        - -Ksenija, (Cetinje, 22.04.1881 - Paris, 10.03.1960)
                        - -Vjera, (Rijeka 22.02.1887 - Cap d'Antibes, 31.10.1927)
                        - Prince Pierre Petrović-Njegoš, Grand Voïvode de Zahumlije, (Cetinje, 10.10.1889 - Meran, 07.05.1932) Marié à Paris le 29.04.1924 à Violet "Ljubica" Wegner

                      - Anastasia Gorda

                - Savo
                  - Đorđe
                  - Marsan
                    - Krsto
                    - Joka

                  - Vuko
                    - Stane
                    - Ivanica
                    - Anđe
                    - Hristina
                    - Gorde
                    - Marica

                  - Ivana
                  - Stana
                  - Jovana
                  - Gordana

                - Petar I Petrović-Njegoš Saint Pierre de Cetinje (Njeguši, 04.04.1747 - Cetinje, 31.10.1830) Vladika (1781-1830)

            - Luka Petrović
            - Fille inconnue
              - Arsenije Plamenac

            - fille ?
            - Danilo Ier Šćepčev Petrović-Njegoš, (20.12.1675, Njeguši - 21.1.1735) Vladika du Monténégro (1696-1735)